# Horodenka
Horodenka (tiếng Ukraina: Городенка) là một thành phố của Ukraina. Thành phố này thuộc tỉnh Ivano-Frankivsk. Thành phố này có diện tích ? km², dân số theo điều tra dân số năm 2001 là 9.794 người.